# Axel Grönberg

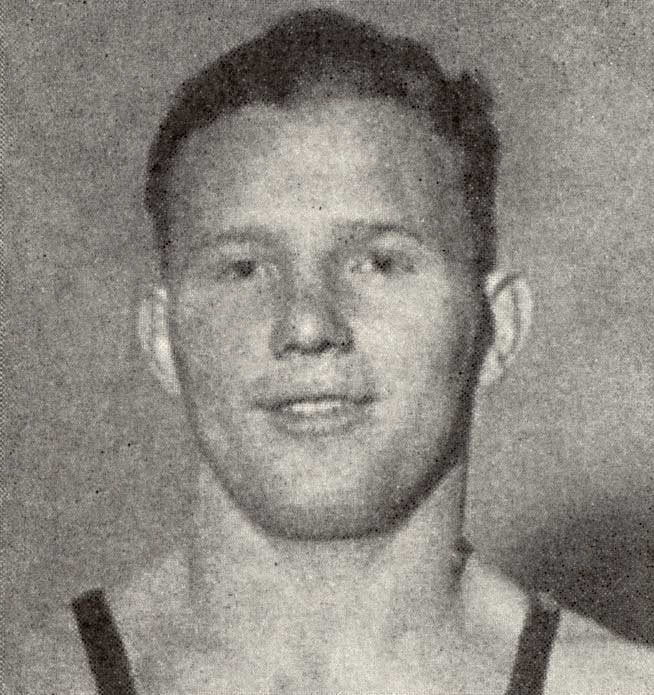
Axel Grönberg

Axel Grönberg (Norberga, Västmanland, 9 de maio de 1918 — Estocolmo, 23 de abril de 1988) foi um lutador de luta greco-romana sueco. 

## Carreira
Foi vencedor da medalha de ouro na categoria de 73–79 kg em Helsínquia 1952. Foi vencedor da medalha de prata na categoria de 73–79 kg em Londres 1948. 